# Gaino
Gaino è una frazione del comune di Toscolano Maderno, in provincia di Brescia, vi fanno parte le contrade di Folino, Cabiana, Pulciano, Castello e Cussàga.
Si trova sulla collina sopra Toscolano.
Il centro storico si trova presso una piana storicamente coltivata ad uliveto, per produzione del Garda, con alle spalle la valle del torrente Toscolano, conosciuta in quel tratto già nel XVI secolo come Valle delle Cartiere, il Monte Pizzocolo e il Monte Castello.
Offre suggestivi scorci panoramici sul Lago di Garda e sui vicini monti del Parco regionale dell’Alto Garda.
Gode del clima mite del Lago di Garda e anche nei periodi più caldi dell'anno è sempre leggermente ventilato.
Gaino è uno dei pochi paesi dove le campane sono suonate ancora a mano dai campanari, col sistema veronese dalla cella. Il gruppo campanari, denominato "Campaner de Gai" è composto da 7 membri tutti interamente abitanti di Gaino o dei paesi limitrofi. La cella campanaria è composta da 5 campane, la più grande del diametro di un metro.

## Monumenti e luoghi d'interesse

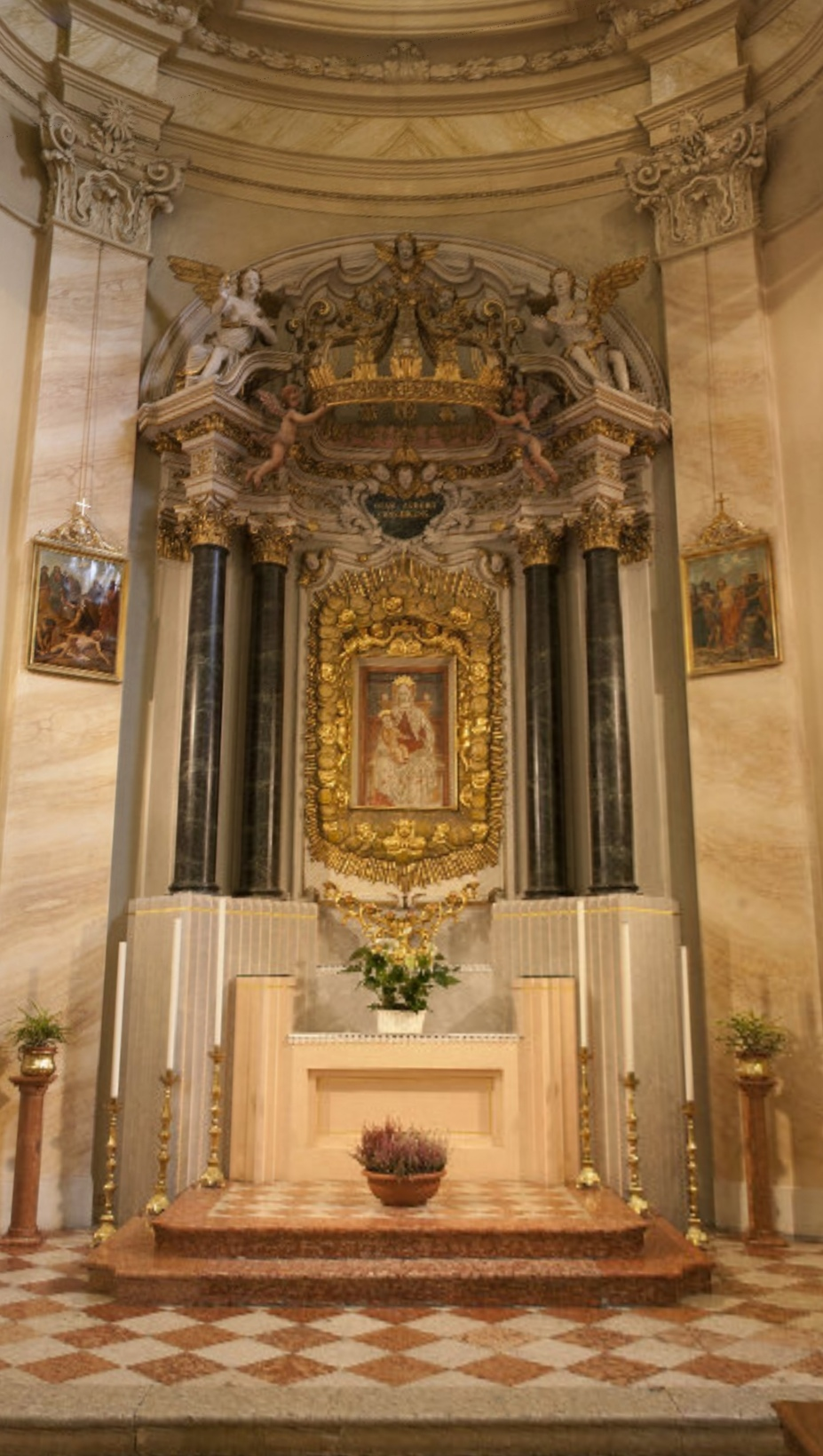
L'altare dedicato alla Madonna di Gaino, nella chiesa parrocchiale di San Michele

- Chiesa di San Michele, posta sulla collina domina il Lago di Garda. Nella chiesa si trova l'affresco datato 1466 dell’Immacolata, venerata da antica data nella vicina frazione di Gussaga, e che, fino al 1666, si trovava su una casa quasi diroccata di quella frazione, che antecedentemente, era abitata da due pie donne. Pur essendo esposta a tutte le intemperie, si mantenne meravigliosamente sempre intatta. Gli abitanti ed i passanti si fermavano devotamente presso tale immagine. Poiché col tempo aumentava sempre di più la venerazione all’Immacolata Vergine di Cussaga, autorità e popolazione decisero di trasportarla nella chiesa parrocchiale di allora, quella che ora è divenuta una sala per riunioni. Senza alcun danno fu levata dal muro, e con la massima solennità, venne trasportata nella chiesa, accompagnata dalla musica e dallo sparo dei mortaretti, i quali tuttora si ripetono ogni anno il 5 luglio dopo la S.Messa delle ore 12.

Agli inizi del settecento fu costruita, più in alto, la nuova chiesa parrocchiale. Quindi anche la venerata immagine, appena terminata la chiesa, la sera del 4 luglio 1717,alle ore 20, con gran partecipazione del clero, di religiosi, e anche qui con musica e spari dei mortaretti, fu trasferita nella nuova chiesa e posta nella cappella a lei dedicata. Il giorno seguente 5 Luglio 1717, fu solennemente festeggiata. La devozione della Madonna di Gaino continua ancora oggi e si ripete ogni anno il 5 luglio. Ora è divenuta anche una festa folcloristico-popolare.
I quadri ex voto, tuttora conservati, sono la testimonianza della riconoscenza dell’intera popolazione per essere stata preservata dal terribile morbo del colera e del vaiolo 
- Chiesetta San Sebastiano nel centro storico
- Valle delle Camerate
- Cima Monte Pizzocolo
- Senter dei Cuei (sono piccole grotte dove una volta trovavano riparo le persone che lavoravano in montagna)
- Osservatorio ornitologico Passo Spino.